# 截叶雀儿豆
截叶雀儿豆（学名：Chesneya cuneata）为豆科雀儿豆属下的一个种。

## 扩展阅读
- 維基物種上的相關：截叶雀儿豆